# Думьят-эль-Джадида
Думьят-эль-Джадида (араб. دمياط الجديدة‎, Новый Думьят) — город на севере Египта, расположенный на территории мухафазы Думьят.

## Географическое положение
Город находится в северной части мухафазы, на побережье Средиземного моря, к западу от Дамьеттского рукава дельты Нила, на расстоянии приблизительно 7 километров к западу-северо-западу (WNW) от Думьята, административного центра провинции. Абсолютная высота — 4 метра над уровнем моря.

## Демография
По данным переписи 2006 года численность населения Думьят-эль-Джадиды составляла 27 028 человек.
Динамика численности населения города по годам:
| 1996 | 2006   | 2018   |
| ---- | ------ | ------ |
| 6520 | 27 028 | 51 635 |

## Транспорт
Ближайший гражданский аэропорт расположен в городе Порт-Саид.